# Pornografía feminista

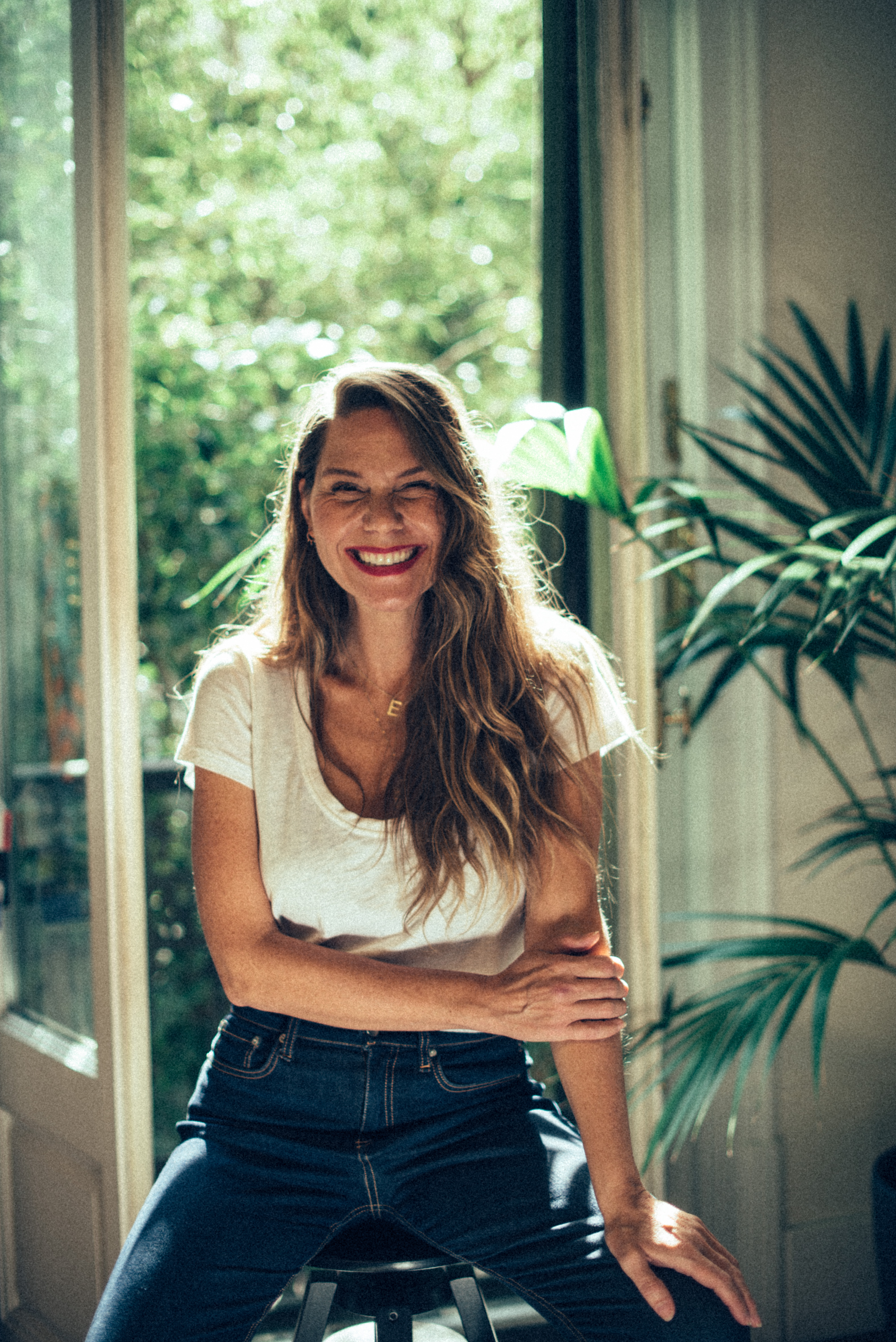
Erika Lust, una de las pioneras de la pornografía feminista.

Pornografía feminista es un término referido a un género de cine pornográfico. La sexualidad, la equidad y el placer son los principios de este género. Las feministas de la tercera ola aspiran alcanzar la libertad sexual, así como la igualdad de derechos, mediante su participación profesional en el  entretenimiento para adultos.
Igual que en muchos otros campos, la pornografía se ha visto afectada los injustos valores que imparte la sociedad, utilizando así, el sexo, como hegemonía patriarcal.
 Las feministas de la segunda ola, en cambio, sostienen a menudo la firme convicción de que la opresión o cosificación sexual son inherentes a toda la pornografía. El conflicto entre estas dos formas de concebir el feminismo ha causado muchas disputas.
La controversia sobre la pornografía se remonta a los comienzos del movimiento feminista. El debate alcanzó gran virulencia durante las llamadas guerras feministas de la sexualidad (véase Debates feministas sobre la sexualidad) de la década de los 80. Aun cuando no existe una obra en particular que se pueda considerar como el paradigma básico de la pornografía feminista, el término y las primeras películas surgen en 1980.
La asociación de pornografía feminista de entonces obtuvo reconocimiento solemne y un gran impulso al recibir en Toronto, en 2006, el Premio a la Pornografía Feminista (Feminist Porn Awards, FPA) instaurado por la tienda de artículos eróticos Good for Her. El FPA dio a conocer  el porno feminista a un público más amplio, alentó su mayor cobertura en los medios comunicación y contribuyó a la unidad de la comunidad de directores, productores y actores cinematográficos, y de los aficionados a la pornografía feminista. El porno feminista tiene diversas definiciones y comprende diversas nociones.
Tristan Taormino es educadora sexual, pornógrafa feminista y coeditora de The Feminist Porn Book, y define la pornografía feminista como una forma de arte que procura la igualdad de género y la justicia social. Argumenta que la pornografía feminista se crea de forma justa, es decir que los actores reciben una remuneración razonable y, lo más importante, son tratados con solicitud y estima; su aprobación, seguridad y bienestar personal son fundamentales, y lo que brindan a la producción es debidamente apreciado. El porno feminista trata de expandir las nociones de deseo, belleza, satisfacción y poder a través de formas de representación no convencionales, de la estética y del modo de producción cinematográfica. El objetivo general del porno feminista es empoderar a los intérpretes y a su público.

## Historia

### Las mujeres en la pornografía
El ensayo de 2012 titulado Why Become a Pornography Actress? (Por qué hacerse actriz pornográfica) es un estudio sobre las actrices de cine pornográfico y sus razones para dedicarse a esta profesión. Las dos razones principales aducidas fueron el dinero y el sexo. Según algunas mujeres, esta ocupación les permitía ganar dinero de un modo que les dejaba bastante tiempo libre, mientras que otras consideraban que era una forma de explorar su sexualidad con el fin de disfrutar y experimentar placer. A pesar de los estereotipos sobre las actrices de cine pornográfico, estas mujeres consideraban que no es más que una oportunidad de mejorar su calidad de vida, aunque algunas de las que participaron en el estudio expusieron las dificultades que conlleva su ejercicio, muchas de las cuales se derivan de la falta de profesionalidad de sus agentes o de los productores de las películas, o del generalizado estigma social que sufre esta ocupación entre el público.